# سلسلة النجاة

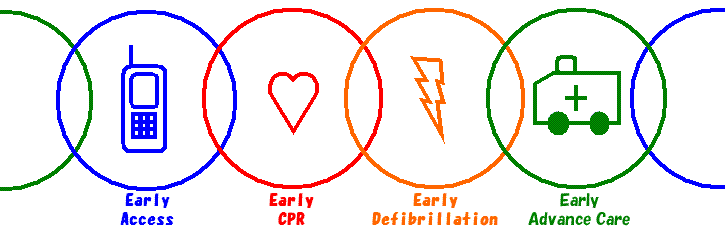

تُعرف سلسلة النجاة بأنها مجموعة من الإجراءات التي تعمل على تقليل الوفيات المرتبطة بتوقف القلب
 عند وضعها قيد التنفيذ. وكأي سلسلة أخرى فإن سلسلة النجاة ليست قوية إلا بقدر قوة أضعف حلقاتها.
 لسلسلة النجاة أربع حلقات مترابطة هي الوصول في وقت مبكر والإنعاش القلبي الرئوي المبكر والانقباض العضلي المبكر ودعم الحياة القلبية المتقدمة.

## خلفيّة
تم تطوير استعارة «سلسلة النجاة» بواسطة ماري نيومان واستعمل في البدء كشعار لمؤتمر حول الإنعاش القلبي الرئوي للمواطن في عام 1988. وقد وصف المصطلح أولا في مقال كتبته ماري لمجلة الخدمات الطبية الطارئة في عام 1989 ومن ثم في افتتاحية كتبتها للعدد الأول من التيارات في رعاية طوارئ القلب في عام 1990. تبنت جمعية القلب الأمريكية المبدأ وأضافت عليه في دليلها للإنعاش القلبي الرئوي والرعاية الطارئة للقلب  الذي أصدر عام 1992. رددت لجنة الاتصال الدولية لشئون الإنعاش (بالإنجليزية:ILCOR) هذا المفهوم في عام 1997.

## الوصول المبكر
بشكل مثالي؛ لا بد من أن يتعرف شخص ما على حالة توقف قلبية وشيكة الحدوث أو أن يشهد بصورة مختلفة حالة توقف قلبي فيفعّلَ نظام الخدمات الطبية الطارئة في أسرع وقت ممكن
 وعن طريق مكالمة عاجلة لخدمات الطوارئ. لسوء الحظ، فإن العديد من الأشخاص الذين يعانون من أعراض (مثال، الذبحة الصدرية) قد تؤدي إلى توقف القلب يتجاهلون هذه الأعراض التحذيرية أو يشخصون الأعراض بشكل صحيح ويفشلون في تشغيل نظام خدمات الطوارئ الطبية مفضلين الاتصال بالأقارب بدلا عن ذلك (يتصل كبار السن عادة بأولادهم البالغين عوضا عن الاتصال بخدمات الطوارئ).

## الإنعاش القلبي الرئويالمبكر
لضمان فعالية أكثر، يجب أن يقدم الموجودون إنعاشا قلبيا رئويا مباشرة بعد انهيار المريض. ربما يساهم تقديم الإنعاش القلبي الرئوي بطريقة صحيحة في الحفاظ على القلب في حالة رجفان بطيني لمدة أطول بحوالي 10 إلى 12 دقيقة.

## إزالة الرجفانالمبكرة
يمكن إنقاذ معظم البالغين من توقف القلب في الرجفان البطيني أو التسرع البطيني غير المولد للنبض. ربما يكون الوصول العام إلى الانقباض العضلي المبكر هو مفتاح تحسين معدلات البقاء في حالات توقف القلب التي تحدث خارج المستشفى، ولكنه ذو قيمة عظيمة حين لا تفشل باقي حلقات السلسلة.

## الرعاية المتقدمة المبكرة
دعم الحياة القلبية المتقدمة المبكر الذي يقدمه المسعفون هو حلقة حرجة أخرى في سلسلة البقاء على قيد الحياة. في مجتمعات تحوي معدلات بقاء أقل من 20%، يتم تدريب اثنين من المسعفين على تقديم المستوى المتطوّر من هذا الدعم. في بعض البلدان، يمكن أن يقدم سائقو سيارات الإسعاف والممرضون أو الأطباء خدمات الطوارئ الطبية.

## وصلات خارجية
- "The Links in the Chain of Survival," جمعية القلب الأمريكية
- "Chain of Survival: Converting a Nation," Citizen CPR Foundation